# Keep On Moving: The Best Of Angelique Kidjo
Keep on Moving: The Best of Angelique Kidjo é a segunda coletânea de músicas lançado pela cantora, compositora e produtora beninense Angélique Kidjo. O álbum foi lançado no dia 15 de Maio de 2001, pela gravadora Sony BMG Music Entertainment.

## Faixas
| N.º            | Título                         | Compositor(es)                                 | Duração |  |
| 1.             | "Summertime"                   | George Gershwin, Ira Gershwin e DuBose Heyward | 3:32    |  |
| 2.             | "Voodoo Child" (Slight Return) | Jimi Hendrix                                   | 3:51    |  |
| 3.             | "Agolo"                        | Jean Hébrail e Angélique Kidjo                 | 4:47    |  |
| 4.             | "Fifa"                         | Jean Hébrail, Angélique Kidjo e Mendez         | 3:59    |  |
| 5.             | "Batonga"                      | Jean Hébrail e Angélique Kidjo                 | 4:34    |  |
| 6.             | "Wombo Lombo"                  | Jean Hébrail e Angélique Kidjo                 | 4:13    |  |
| 7.             | "Malaika"                      | Traditional                                    | 4:13    |  |
| 8.             | "Open Your Eyes"               | Jean Hébrail, Angélique Kidjo e Kelly Price    | 4:30    |  |
| 9.             | "The Sound Of The Drums"       | Jean Hébrail e Angélique Kidjo                 | 4:58    |  |
| 10.            | "Adouma"                       | Jean Hébrail e Angélique Kidjo                 | 4:29    |  |
| 11.            | "Naïma"                        | Jean Hébrail e Angélique Kidjo                 | 4:29    |  |
| 12.            | "Torner La Page"               | Claude Nougaro e P. Saisse                     | 2:54    |  |
| 13.            | "Babalao"                      | Jean Hébrail e Angélique Kidjo                 | 4:29    |  |
| 14.            | "Agossi"                       | Jean Hébrail e Angélique Kidjo                 | 4:01    |  |
| 15.            | "Idjé-Idjé"                    | Jean Hébrail e Angélique Kidjo                 | 5:06    |  |
| 16.            | "Tombo"                        | Jean Hébrail, Angélique Kidjo e J. Mota        | 3:58    |  |
| 17.            | "Wé Wé"                        | Jean Hébrail e Angélique Kidjo                 | 4:07    |  |
| 18.            | "Sénié"                        | Bella-Bellow                                   | 1:51    |  |
| Duração total: | Duração total:                 | Duração total:                                 | 73:59   |  |